# 大叶桂樱
大叶桂樱是蔷薇科李属的植物。分布在台湾岛、日本、越南以及中国大陆的广西、贵州、四川、云南、甘肃、福建、广东、浙江、陕西、江西、湖南、湖北等地，生长于海拔600米至2,400米的地区，见于石灰岩山地阳山坡杂木林中或山坡混交林下。

## 别名
大叶野樱（广州植物志） 大驳骨、驳骨木（广西） 黑茶树（云南） 黄土树（台湾植物志） 大叶稠李（拉汉种子植物名称）